# CAFE BROKEN HEART
『CAFE BROKEN HEART』（カフェ・ブロークン・ハート）は織田哲郎の通算22枚目のシングル。2017年7月5日、キングレコードから発売された。

## 概要
NHKラジオ『ラジオ深夜便』「深夜便のうた」2017年7月〜9月のテーマ曲として制作された。そっとヴェールのように心を包むスローバラードで情感溢れるピアノと、問わず語りのようでいてしっかりと胸に沁みる歌声が、心地いいナンバーに仕上がっている。

## 収録曲
- 全作詞・作曲・編曲：織田哲郎

1. CAFE BROKEN HEART
2. 八月の蒼い影2017
3. CAFE BROKEN HEART (inst.)
4. 八月の青い影2017 (inst.)